# びっくり大ショック
『びっくり大ショック』（びっくりだいショック）は、NET系列局で放送されていたNETテレビ（現・テレビ朝日）製作のバラエティ番組である。京急グループの単独提供。製作局のNETテレビでは1970年7月15日から1972年9月27日まで、毎週水曜 19:00 - 19:30 （日本標準時）に放送。
毎回世界各国のパフォーマーたちがロイヤル赤坂のステージで技を競う模様を中継していた番組。

## 出演者
- 司会
  - E・H・エリック[1]
  - 鈴木悦子[1]